# Kabiezes (métro de Bilbao)
Kabiezes est une station du métro de Bilbao souterraine, située dans le quartier du même nom, dans la commune de Santurtzi.

## Situation des travaux
On a actuellement creusé plus de 250 mètres du total des 2.400 mètres du tronçon Santurtzi-Kabiezes. Les travaux ont commencé en avril 2009 et durent 33 mois pour se terminer en janvier 2012.

## Accès
La station se situe sous le rond-point de Kabiezes, et comprend les accès suivants :
- C/ Lauaxeta
- Av. Antonio Alzaga
- Av. Antonio Alzaga

## Liaisons
- Bizkaibus

## Voir également
- Ligne 2 du métro de Bilbao
- Métro de Bilbao